# Accacidia badeniensis
Accacidia badeniensis är en insektsart som beskrevs av Irena Dworakowska 1971. Accacidia badeniensis ingår i släktet Accacidia och familjen dvärgstritar. Inga underarter finns listade i Catalogue of Life.